# Emil Åberg
Emil Åberg (Uppsala, 2 gennaio 1864 – Sollentuna, 27 marzo 1940) è stato un pittore, incisore e illustratore svedese.

## Biografia
Attivo in madrepatria, ebbe successo come pittore, soprattutto paesaggista, e come autore di illustrazioni per giornali e riviste.

## Galleria d'immagini

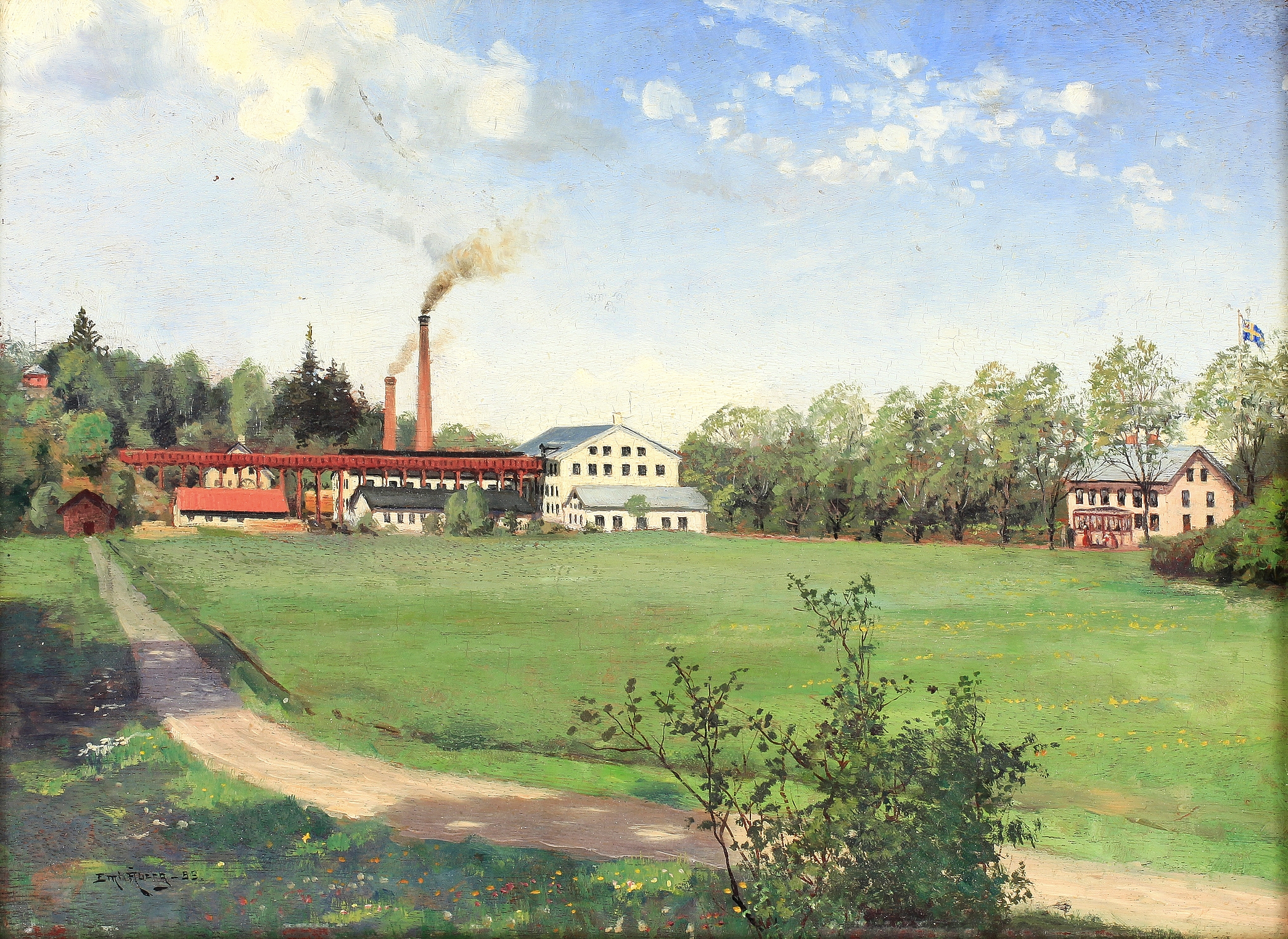
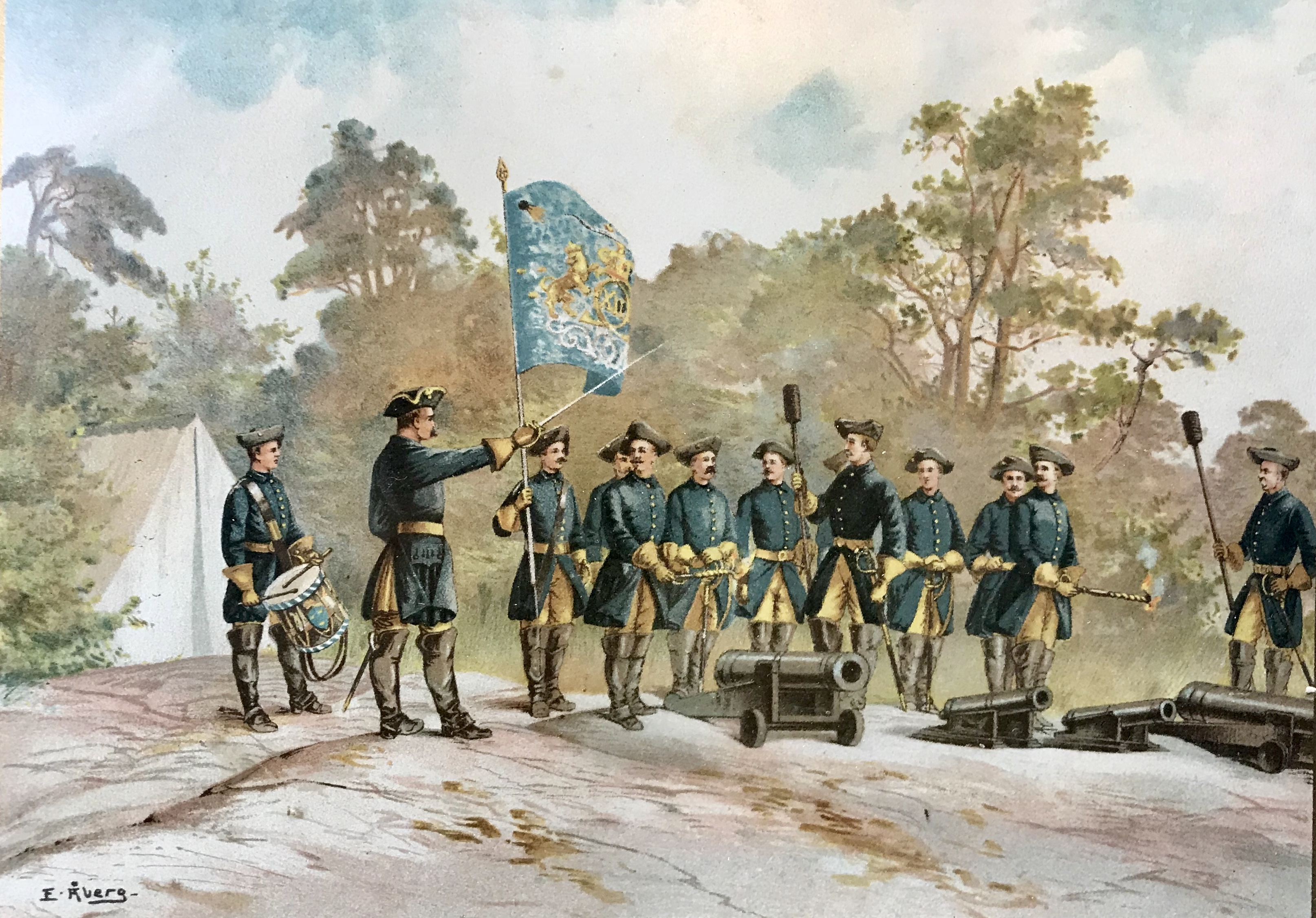
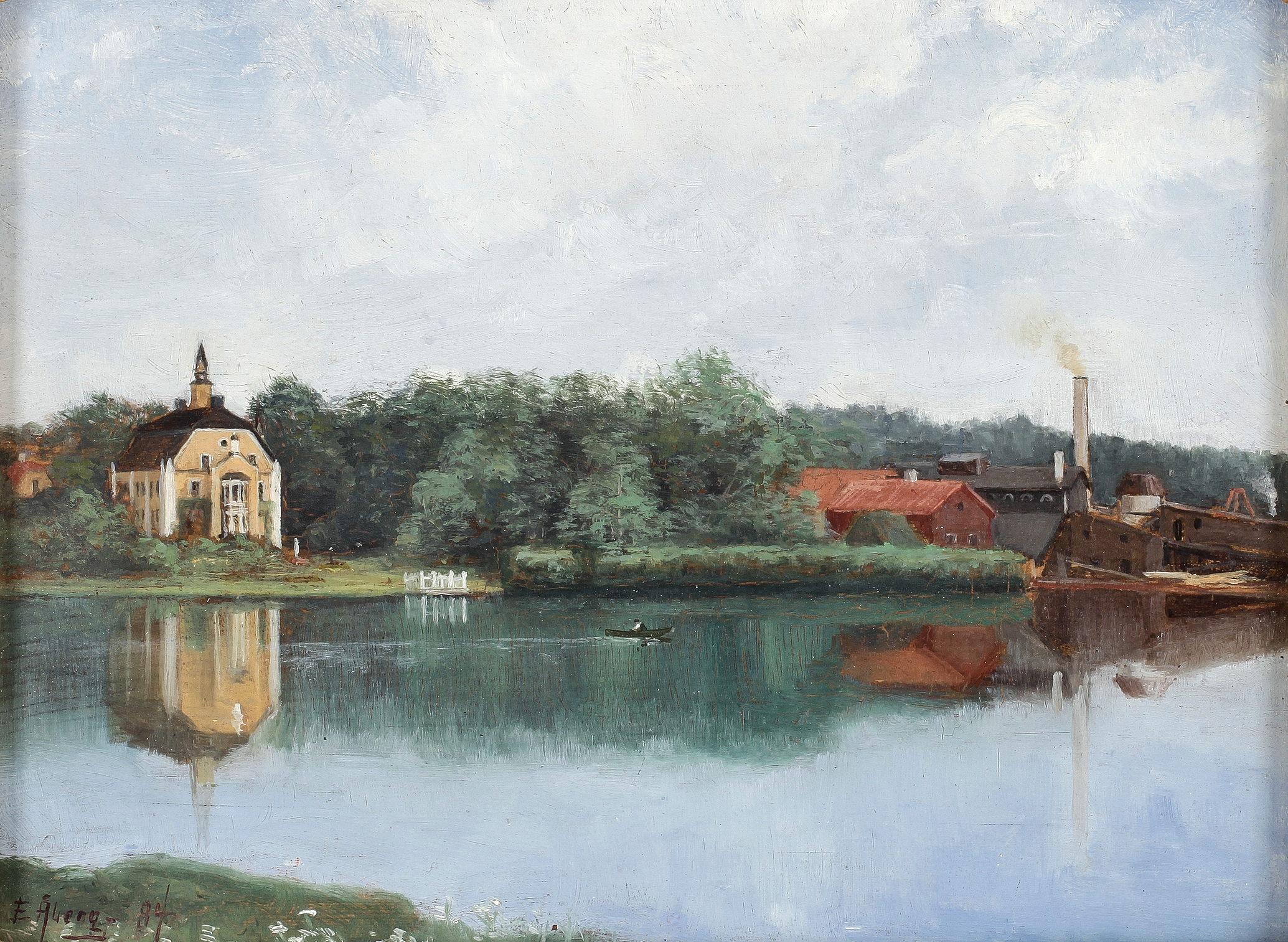